# 歌川国貞

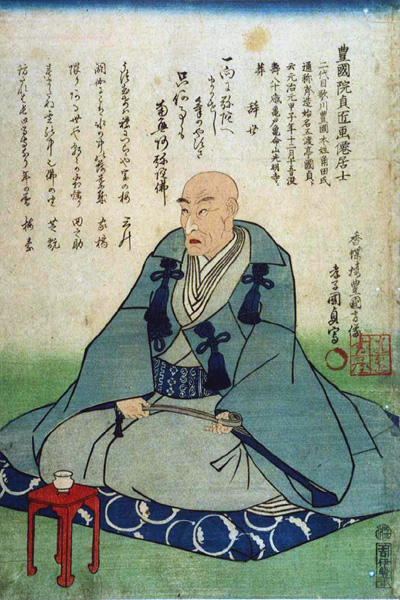
香蝶斎豊国肖像　孝子国貞筆　大判錦絵　元治元年　死絵の内の一作。

歌川 国貞（うたがわ くにさだ、天明6年5月19日（1786年6月15日）- 元治元年12月15日（1865年1月12日））は、江戸時代の浮世絵師。のちの三代目歌川豊国。

## 略歴

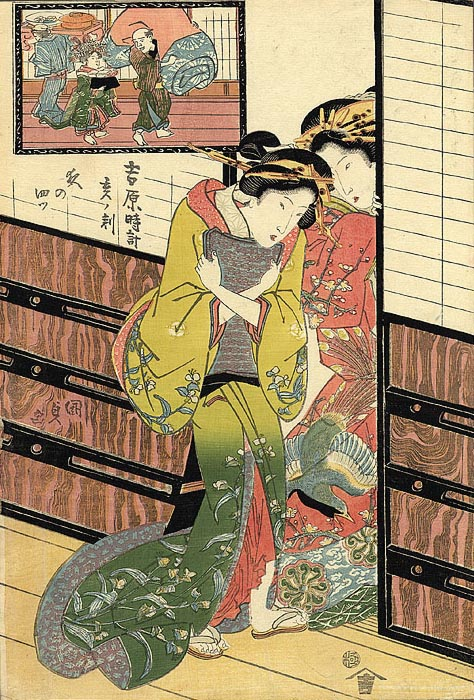
歌川国貞 画 『吉原時計 亥ノ刻』

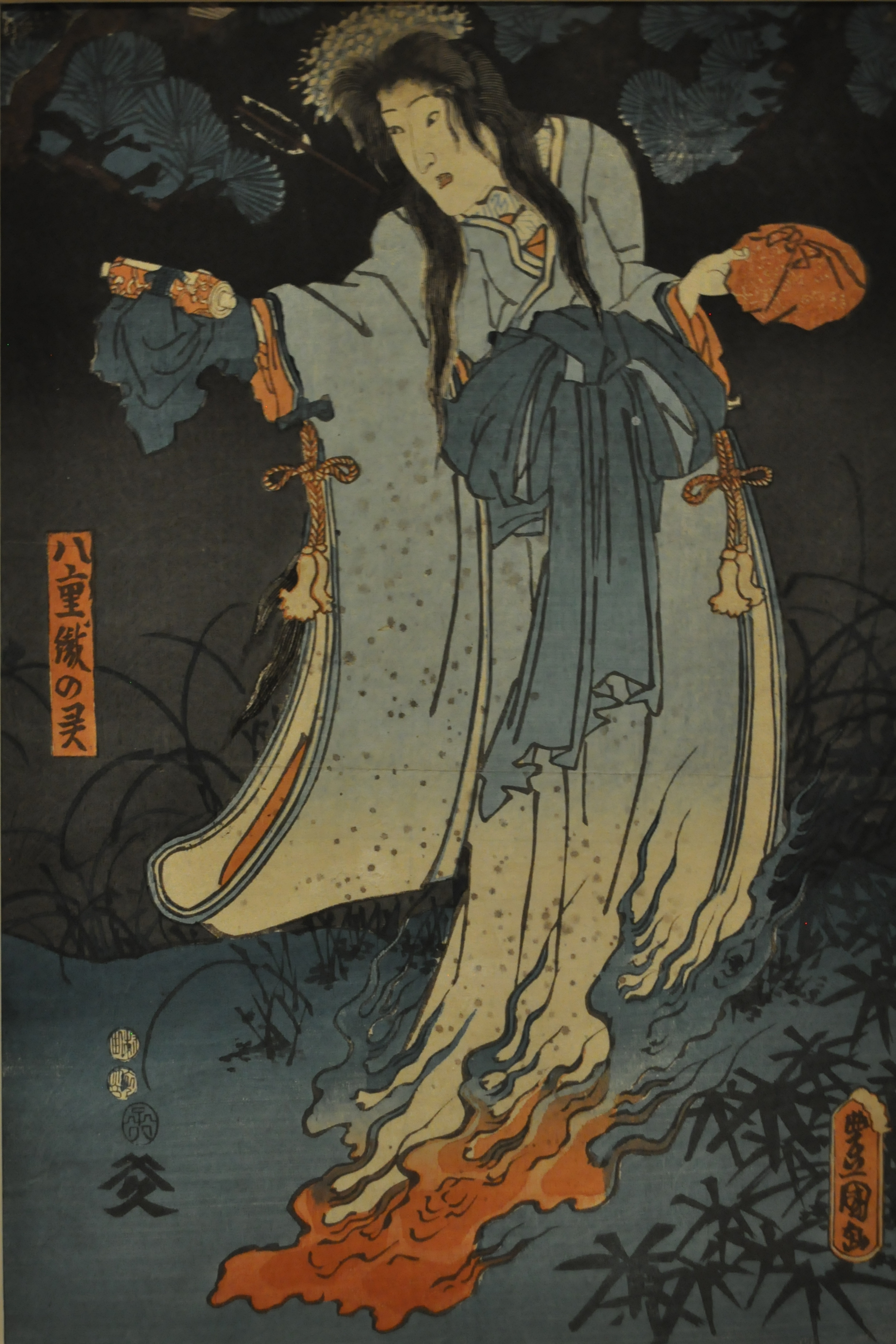
歌川国貞 画 『八重織の霊』

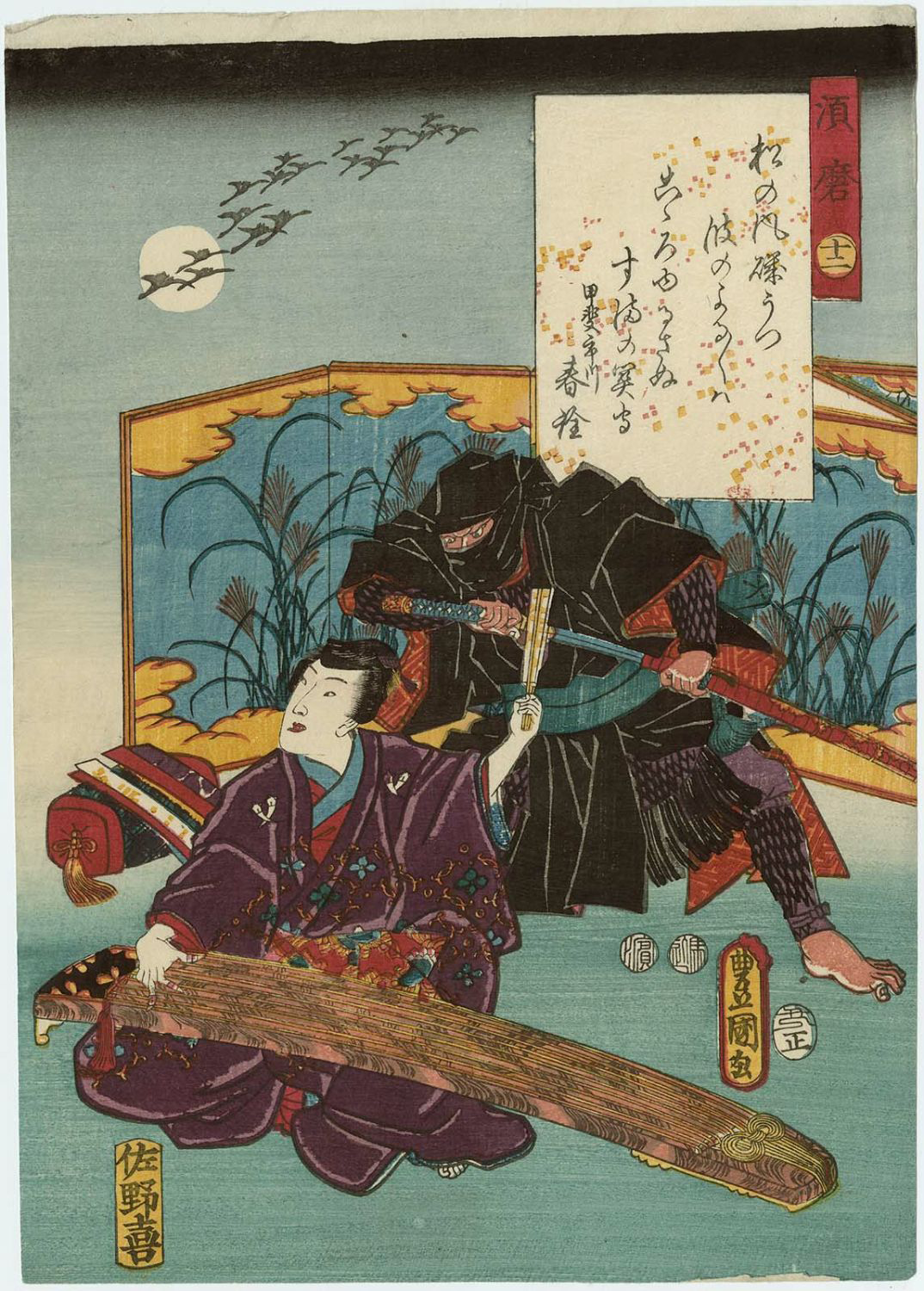
歌川国貞画「今源氏錦絵合 須磨 十二」

初代歌川豊国の門人。本名は角田 庄五郎（すみた しょうごろう）。後に庄蔵、肖造と改める。画姓として歌を称す。号は、五渡亭（文化8年から天保末）、香蝶楼（文政10年から嘉永初）、一雄斎（文化9年から）、琴雷舎（文化10年）、北梅戸、富望山人、富望庵、桃樹園、応好、月波楼（文化8年）、喜翁（文久2年）、国貞舎豊国、雛獅豊国、浮世又平、不器用又平などがある。面長猪首型の美人画が特徴。存命中と没後で評価が分かれる。弘化元年（1844年）の一陽斎豊国襲名後は工房を安定させ大量の作品を出版、作品の数は浮世絵師の中で最も多い。その作品数は1万点以上に及ぶと言われる。嘉永6年（1853年）の『江戸寿那古細撰記』には「豊国にかほ（似顔）、国芳むしや（武者）、広重めいしよ（名所）」とある。
天明6年（1786年）、江戸本所の竪川の五ツ目に渡し船の株を持つ材木問屋の家に生まれた。生家は亀田屋といい、父は庄兵衛といった。15、6歳で豊国の門下に入り、歌川を称し、後に国貞と名乗った。五渡亭の号は狂歌師の大田南畝からつけてもらったものといわれ、国貞は他の号を名乗るようになってもこの号を長く愛用しており、天保14年（1843年）まで使用している。文化4年（1807年）22歳ごろから美人画を描き始め、また、同じ文化4年に景物本『不老門（おいせのかど）化粧若水』という滝沢馬琴作の合巻を初筆している。文政8年（1825年）には艶本の挿絵も始めた。文化11年から文化12年ごろの「大当狂言之内」全9枚シリーズを始めとする役者絵は師をも越えた作品と評価された。
英一蝶に私淑しており、文政10年（1827年）ごろより使用した香蝶楼の号は一蝶の「蝶」と一蝶の名の信香の「香」を取ってつけたものであった。天保元年（1830年）、英一珪に師事して英一螮と号す。文政の後期ごろから猫背猪首スタイルの美人画を描いている。歌川広重と合作した「双筆五十三次」においては、三代目豊国が歌舞伎役者などの人物を描き、広重が風景を描いている。この「双筆五十三次」の内、赤坂の画中に英一螮の落款がみられる。天保の改革により、美人画、役者絵にさまざまな制約が加えられたが、改革の抑圧が緩和すると、嘉永ごろにはその反動で彫り摺りの技術は一層高度に極彩、細密なものとなり、目を奪う工芸美といえる浮世絵版画が作られるようになっていった。
天保15年（1844年）正月、二代目豊国を称した。同門の歌川豊重が二代目豊国を襲名していたので実際には国貞は三代目豊国であり、現在も豊重と区別する必要があることから「三代目豊国」と呼ばれる。またその居宅を以って亀戸豊国ともいう。弘化2年（1845年）、剃髪して名も肖造と改める。弘化3年、三代目歌川国政を養子にして二代目歌川国貞を継がせ、文久2年（1862年）の77歳以降、喜翁と号した。
作画期が長く、その作品の量も膨大なものになっている。五渡亭国貞時代の美人画が、良く時代の「粋」な女性像を表現し得ている。また文政12年（1841年）刊行の柳亭種彦作『偐紫田舎源氏』の挿絵は「源氏絵」ブームを巻き起こし、歌舞伎に影響するほどであった。この評判に隠れて役者絵は押されがちであるが、質量ともにやはり独自な世界を持っており、ことに大首絵は優れていた。国貞の肉筆浮世絵も見落とせないが、また国貞時代の春画も彼の力量を良く伝えるものであった。生涯出版した春画版画の作品数も44点と多く、これは渓斎英泉に次ぐ数である。代表作として「浮世名異女図会」、「思事鏡写絵」、「当世美人合」、「当世美人流光好」「時世江戸鹿子」、「江戸名所百人美女」、「星の霜当世風俗」などといった美人画シリーズに秀作があり、「豊国漫画図絵」の役者絵30枚も見逃せない。晩年には歌川広重との合作のシリーズものもみられる。最晩年には大判役者絵の大首絵集を出している。元治元年（1865年）に79歳で死去。墓所は亀戸の光明寺にあり、墓も現存している。法名は豊国院貞匠画僊信士。
弟子として歌川貞秀、歌川貞景、歌川貞虎、歌川貞繁、豊原国周、2代目歌川国貞、歌川国輝など、上方では歌川貞広、歌川貞升などがおり、その画系は明治以降にも引き継がれた。

## 家族
- 父・庄兵衛 ‐ 江戸本所の材木問屋「亀田屋」
- 先妻・氏名不明（-1824） ‐ 茅場町の茶亭の娘。[8]
- 後妻・お粂（おくめ） ‐ 山谷堀紙洗橋の左官の娘で芸者。[8]
- 長女・お鈴 ‐ 歌川豊国 (4代目) （3代目国政、2代目国貞）の妻
- 二女・お勝 ‐  歌川国久 (2代目)の妻
- 三女・お栄 ‐ 歌川国久 (2代目)の妻
- 孫・歌川豊宣 ‐ 国久の長男
- 孫・歌川国峰 ‐ 国久の二男
- 曾孫・歌川若菜 ‐ 国峰の長女

## 国貞の襲名者
二代目国貞は門人の三代目歌川国政（1823年-1880年）。嘉永5年（1852年）に国貞の長女に入婿し、二代目国貞を襲名した。更に明治3年（1870年）、三代目豊国を称して騒ぎとなっている。実際には四代目豊国であった。
三代目国貞は四代目歌川国政（1848年-1920年）。本名は竹内栄久。幼名、期太郎。幼少の折から国貞の門下に入り、国貞没後は二代目国貞に学ぶ。明治22年（1889年）に三代目国貞を襲名した。

## 作品

### 錦絵
- 『江戸名所百人美女（えどめいしょひゃくにんびじょ）』、大判 100枚揃物
- 『東海道五十三次（とうかいどうごじゅうさんつぎ）』、竪中判 56枚揃物
- 『雙筆五十三次（そうひつごじゅうさんつぎ）』、竪大判 55枚揃物 国貞が人物を、広重が風景を描いた合作
- 『三代目坂東三津五郎死絵(さんだいめばんどうみつごろうしにえ）』、竪大判 錦絵 国立歴史民俗博物館所蔵
- 『大当狂言ノ内 梶原源太』大判7枚揃の内 文化11年から文化12年ごろ
- 『大当狂言ノ内 八百屋お七』大判7枚揃の内 文化11年から文化12年ごろ 神奈川県立歴史博物館所蔵
- 『大当狂言ノ内 菅丞相』大判7枚揃の内 文化11年から文化12年ごろ 日本浮世絵博物館所蔵
- 『木下東吉 三代目中村歌右衛門』 文化12年 『祇園祭礼信仰記』より 立命館大学所蔵
- 『星の霜当世風俗 行灯』 大判10枚揃の内 文政元年‐文政2年ごろ 静嘉堂文庫所蔵
- 『星の霜当世風俗 蚊帳』 大判10枚揃の内 文政元年‐文政2年ごろ 静嘉堂文庫、日本浮世絵博物館所蔵所蔵
- 『今風化粧鏡 楊枝』 大判10枚揃の内 文政6年ごろ 静嘉堂文庫所蔵
- 『揚巻の助六 八代目市川団十郎』大判 文久3年 日本浮世絵博物館所蔵 豊国の落款
- 『集女八景』大判8枚揃 文政
- 『当世美人合』 大判 揃物 文政後期から天保前期
- 『当世美人合 江戸芸者』 大判 日本浮世絵博物館所蔵
- 『滝夜叉姫 尾上菊次郎 梅花』 大判 文久2年 慶応義塾所蔵 豊国の落款

春画
- 『春情肉ぶすま（しゅんじょうにくぶすま）』

### 版本
- 『大津土産吃又平名画助刃（おおつみやげどものまたへいめいがのすけだち）』、合巻
- 『偐紫田舎源氏（にせむらさきいなかげんじ）』、合巻 柳亭種彦作 文政12年‐天保13年
- 『正本製（しょうほんじたて）』、合巻 柳亭種彦作 文政12年‐天保2年

### 肉筆浮世絵
| 作品名                                                           | 技法         | 形状・員数         | 寸法（縦x横cm） | 所有者                           | 年代                               | 款記                         | 印章                               | 備考 |
| ---------------------------------------------------------------- | ------------ | ------------------ | --------------- | -------------------------------- | ---------------------------------- | ---------------------------- | ---------------------------------- | --- |
| 桜下の花魁と禿図                                                 | 絹本着色     | 1幅                | 85.2x35.3       | 浮世絵太田記念美術館             | 1815年（文化13年）ごろ             | 五渡亭國貞画                 | 「歌川」白文方印・「國貞」朱文方印 | |
| 手紙をもつ娘図                                                   | 紙本着色     | 1幅                |                 | 浮世絵太田記念美術館             |                                    |                              |                                    | |
| 岩井半四郎･悪婆の図                                              | 絹本着色     | 1幅                |                 | 出光美術館                       |                                    |                              |                                    | |
| 読み美人図                                                       | 絹本着色     | 1幅                | 96.4x32.9       | 板橋区立美術館                   |                                    |                              |                                    | |
| 隅田川東岸花見図                                                 |              | 1幅                | 66.5x126.2      | 江戸東京博物館                   | 1811年-45年（文化8年-天保年間）    |                              |                                    | |
| 桜下吉原仲之町賑之図                                             | 紙本著色     | 1巻                |                 | 川崎・砂子の里資料館             | 文化年間後期（1804-18年）          |                              |                                    | |
| 七代目市川團十郎の矢の根五郎                                     | 板絵著色     | 絵馬一面           |                 | 成田山霊光館                     | 1825年（文政8年）                  |                              |                                    | 千葉県指定有形民俗文化財 |
| 柳下美人図                                                       | 絹本着色     | 1幅                | 95.7x34.2       | 浮世絵太田記念美術館             | 1829年（文政12年）ごろ             | 香蝶樓國貞画                 | 「香蝶采信」朱文重郭方印           | 纏った浴衣には江戸時代前期に活躍した狩野派絵師たちの印章が散りばめられており、実際にこのような浴衣があったとは考えがたいことから、国貞の狩野派への思い入れが感じられる。 |
| 芸妓といねむりの仕込み                                           | 絹本著色     | 1幅                | 95.0x29.9       | 浮世絵太田記念美術館             | 1830年（文政13年）ごろ             | 香蝶樓國貞画                 | 「英一螮」朱文方印                 | |
| 七代目市川團十郎の暫                                             | 絹本著色     | 1幅                | 76.0x33.0       | 浮世絵太田記念美術館             | 1830年（文政13年）ごろ             | 五渡亭國貞画                 | 「香蝶楼」白文方印                 | |
| 七代目市川團十郎の荒獅子男之助と五代目松本幸四郎の仁木弾正左衛門 | 絹本著色     | 1幅                | 70.0x133.0      | 江戸東京博物館                   | 文政13年（1830年）ごろ             | 五渡亭國貞画                 | 「頭躑五渡漢躅紅」朱文円印         | |
| 蚊帳美人図                                                       | 紙本著色     | 1幅                | 86.3x28.0       | 東京国立博物館                   | 1833年（天保4年）ごろ              | 香蝶樓國貞画                 | 「弌蝶」朱文方印                   | 描表装 |
| 田舎源氏図                                                       | 絹本著色     | 1幅                | 98.5x35.3       | 東京国立博物館                   | 1833年（天保4年）ごろ              | 香蝶樓國貞画                 | 「頭躑五渡漢躅紅」朱文円印         | |
| 秋草と美人図                                                     | 絹本着色     | 1幅                | 42.3x69.5       | 木原文庫                         |                                    | 款記「香蝶楼／國貞画」       | 朱文方印                           | |
| 風俗図扇面画帖                                                   | 紙本着色     | 12面               |                 | 心遠館（プライス・コレクション） |                                    |                              |                                    | 英一珪と合作 |
| 桜下花魁図                                                       | 紙本金地着色 | 扇面1本            |                 | 心遠館（プライス・コレクション） |                                    |                              |                                    | |
| 金瓶梅                                                           | 絹本着色     | 上巻12図・下巻10図 |                 | 個人                             | 1841年-1844年（天保12年-弘化元年） | 各巻末に款記「香蝶斎國貞画」 |                                    | 春画。曲亭馬琴が執筆した『新編金瓶』の春画版。『新編金瓶梅』の熱心な読者の依頼で描かれたと考えられる。                                                                   |
| 三代目尾上菊五郎の大星由良之助／佐藤与茂七                       | 絹本着色     | 1幅                | 114.5x55.5      | 早稲田大学坪内博士記念演劇博物館 | 1844年（天保15年）                 | 國貞改二代目／一陽齋豊國画   | 「歌川」朱文方印・「豊国」白文円印 | 六朶園雅盛賛 |
| 湯上がり美人図・夏の一夕図（なつのいっせきず）                   | 紙本着色     | 双幅               | 30.7x37.7       | 東京国立博物館                   | 1844年（弘化元年）                 | 一陽齋豊國画                 | 白文方印                           | |
| 鏡見る美人                                                       | 絹本着色     | 1幅                | 32.4x38.4       | 日本浮世絵博物館                 | 1845年（弘化2年）ごろ              | 國貞改／一陽齋豊國画         | 「香蝶」朱文方印・「豊国」白文方印 | |
| 二美人図                                                         | 絹本着色     | 1幅                | 125.0x40.5      | 東京国立博物館                   | 1848-54年（嘉永年間）              | 一陽齋豊國画                 | 「豊国貞印」白文方印               | |
| 京山自題寿像                                                     | 絹本着色     | 1幅                | 87.6x33.9       | 東京国立博物館                   | 1853年（嘉永6間）                  | 富眺庵豊國寫                 | 「一陽齋」白文方印                 | |
| 三美人図                                                         | 絹本着色     |                    |                 |                                  |                                    |                              |                                    | |
| 打掛を直す美人図                                                 | 絹本着色     | 1幅                | 102.9x56.0      | 浮世絵太田記念美術館             | 1856年（安政3年）                  | 七十一歳／香蝶樓豊國筆       | 「長煙一空」白文方印               | |
| 文読む美人図（ふみよむびじんず）                                 | 絹本着色     | 1幅                |                 | 心遠館(プライス・コレクション)   |                                    |                              |                                    | |
| 延宝天和のころ 遊女の図                                          | 絹本着色     | 1幅                |                 | 個人                             | 1862年（文久2年）                  |                              |                                    | |
| 普賢菩薩見立図                                                   | 絹本着色     | 1幅                | 96.0x42.0       | 橋本美術館旧蔵                   | 1863年（文久3年）                  | 七十八歳／香蝶樓豊國筆       | 「長煙一空」白文方印               | |